# Landgangsbrød
Et landgangsbrød er et stykke flute som er skåret igennem på langs. På hver halvdel lægges forskelligt pålæg, efter eget ønske. Pålægget lægges adskilt, men i forlængelse af hinanden. Almindeligvis højt belagt. Kendt i Danmark fra omkring 1955.
Landgangsbrød er kendt i Sverige fra mindst 1918. På norsk siger man landgang.